# Deutsche Handballmeisterschaft 1959
Die Deutsche Handballmeisterschaft 1959 war die zehnte vom DHB ausgerichtete Endrunde um die Deutsche Meisterschaft im Hallenhandball der Männer. Sie wurde am 7. und 8. März vor 7.000 Zuschauern in der ausverkauften Grugahalle in Essen ausgespielt, in einem Endrundenturnier mit Gruppenphase in der Vorrunde.
Der TC Frisch Auf Göppingen konnte seinen Vorjahreserfolg wiederholen, feierte mit dem 8:5-Finalsieg gegen SV Westerholt die vierte Meisterschaft und war damit neuer Rekordmeister, gemeinsam mit dem SV Polizei Hamburg, der die ersten vier Endrunden 1950–1954 dominiert hatte.

## Modus
Teilnahmeberechtigt an der Endrunde waren die Meister der fünf Regionalverbände sowie der Vizemeister des gastgebenden Verbandes, in diesem Jahr des Westdeutschen Handballverbands. In zwei Vorrundengruppen qualifizierten sich die jeweils ersten beiden Mannschaften für das Halbfinale, die jeweils Gruppenletzten spielten um Platz fünf.
In der Vorrundengruppe A spielten der VfL Wolfsburg (Regionalverbandsmeister Nord), der SV Bayer 04 Leverkusen (Regionalverbandsmeister West) und die TSG Haßloch (Regionalverbandsmeister Südwest).
In der anderen Gruppe trafen der Titelverteidiger TC Frisch Auf Göppingen (Regionalverbandsmeister Süd), der SV Westerholt (Vizemeister Regionalverband West) und der Polizei SV Berlin (Regional-/Landesverbandsmeister Berlin) aufeinander.
Die Spieldauer betrug 2 × 20 Minuten.

## Turnierverlauf
Was sich im Vorjahr schon angedeutet hatte, wurde bei diesem Turnier offensichtlich: Frisch Auf Göppingen setzte neue Maßstäbe im deutschen Hallenhandball. Technisch und spieltaktisch waren die Kempa-Schützlinge ihren Gegnern aus den anderen Regionalverbänden weit enteilt, auch wenn in der Vorrunde das torreiche Unentschieden gegen den Berliner Meister erst nach Ende der regulären Spielzeit mit einem direkt verwandelten Freiwurf gesichert war. Die Göppinger hatten die Spielanlage ihres Trainers Bernhard Kempa verinnerlicht: Nicht herausragende Stärken einzelner Spieler, sondern die geschlossene Mannschaftsleistung führte zum Erfolg.
Das Endspiel gewann Frisch Auf gegen den westdeutschen Meister aus Westerholt mit 8:5, mit demselben Ergebnis wie im Vorrundenspiel. Das Ergebnis täuscht aber über die drückende Überlegenheit der Göppinger: Frisch Auf führte im Endspiel Mitte der zweiten Halbzeit bereits mit 8:1, ehe die Mannschaft angesichts des sicheren Sieges das Tempo herausnahm. Der Korrespondent des Hamburger Abendblatts verzeichnete – bei aller Bewunderung für Kempas erfolgreiche Jugendarbeit – ein „eintöniges“ Finale und lag ganz richtig mit seiner Prophezeiung, dass Frisch Auf in den folgenden Jahren alleiniger Rekordmeister werden würde.

### Vorrunde
Vorrundenspiele Gruppe A, 7. März
VfL Wolfsburg – SV Bayer 04 Leverkusen: 6:5
VfL Wolfsburg – TSG Haßloch: 5:3
SV Bayer 04 Leverkusen – TSG Haßloch: 11:6
|    | Abschlusstabelle Gruppe A | Sp. | S | U | N | Tore  | Diff. | Punkte |
| -- | ------------------------- | --- | - | - | - | ----- | ----- | ------ |
| 1. | VfL Wolfsburg             | 2   | 2 | 0 | 0 | 11:8  | +3    | 4:0    |
| 2. | SV Bayer 04 Leverkusen    | 2   | 1 | 0 | 1 | 16:12 | +4    | 2:2    |
| 3. | TSG Haßloch               | 2   | 0 | 0 | 2 | 9:16  | −7    | 0:4    |

Vorrundenspiele Gruppe B, 7. März
SV Westerholt – Polizei SV Berlin: 17:4
TC Frisch Auf Göppingen – Polizei SV Berlin: 10:10
TC Frisch Auf Göppingen – SV Westerholt: 8:5
|    | Abschlusstabelle Gruppe B | Sp. | S | U | N | Tore  | Diff. | Punkte |
| -- | ------------------------- | --- | - | - | - | ----- | ----- | ------ |
| 1. | TC Frisch Auf Göppingen   | 2   | 1 | 1 | 0 | 18:15 | +3    | 3:1    |
| 2. | SV Westerholt             | 2   | 1 | 0 | 1 | 22:12 | +10   | 2:2    |
| 3. | Polizei SV Berlin         | 2   | 0 | 1 | 1 | 14:27 | −13   | 1:3    |

### Finalrunde
Halbfinale, 8. März
VfL Wolfsburg – SV Westerholt: 3:6
TC Frisch Auf Göppingen – SV Bayer 04 Leverkusen: 11:5
Spiel um Platz fünf, 8. März
Polizei SV Berlin – TSG Haßloch: 10:8
Spiel um Platz drei, 8. März
VfL Wolfsburg – SV Bayer 04 Leverkusen: 7:4
Finale, 8. März
TC Frisch Auf Göppingen – SV Westerholt: 8:5 (Halbzeit: 6:1)